# Hearts and Minds
«Hearts and Minds» (titulado "Corazón y mente" en España y "Corazones y mentes" en Latinoamérica) es el episodio decimotercero de la primera temporada de la serie Lost, de la cadena de televisión ABC. Boone se cuestiona el tiempo que ha pasado en su vida cuidando de su hermana, porque aparentemente Locke los pone a ambos en peligro. Los otros sobrevivientes reflexionan sobre lo que piensan de Locke. El capítulo está centrado en Boone Carlyle.

## Trama

### Flashback
Boone recibe un llamado de Shannon, pidiéndole que vaya a verla a Sídney. Al llegar, se entera de que el novio de Shannon, Bryan, la ha estado golpeando. Boone intenta hacer la denuncia en la comisaría local, donde se revela que Shannon no es su hermana, sino su hermanastra. Mientras Boone está en la comisaría, se observa a Sawyer siendo llevado con esposas.
Boone le ofrece 25.000 dólares a Bryan para que terminen su relación. Bryan le pide, en cambio, el doble de dinero, lo cual Boone acepta. Se revela que Bryan no es la primera persona a la cual Boone paga para que deje a Shannon. Cuando Shannon no quiere irse con su hermanastro, este se da cuenta de que ella le mintió para quedarse con su dinero y que ha hecho lo mismo con las parejas anteriores a las cuales él pagó, Bryan dice que la madre de Boone se quedó con el dinero que le correspondía a Shannon y que ella está tomando lo que le pertenece. Después de una breve lucha, Boone se retira, golpeado. Esa noche, una alcoholizada Shannon se presenta en la habitación de Boone y le dice que Bryan huyó con el dinero. Shannon le dice que sabe que Boone está enamorado de ella. Intenta seducirlo y, aunque inicialmente él quiere negarse, pasan la noche juntos. Posteriormente, Shannon le pide a Boone guardar el secreto.

### En la isla
Boone continúa observando a su hermana y le advierte a Sayid que se aleje de Shannon. Lejos de amedrentarse, sostiene la amenaza del chico. Locke tercia y se lleva a Boone al tiempo que le dice que no debe enemistarse con Sayid ya que en el futuro le necesitarán. Ahora deben concentrarse en su máxima prioridad: su reciente descubrimiento en la selva, una escotilla con la que aún no saben qué hacer y que siguen manteniendo en secreto.
Hurley acude a Jack con un dolor de estómago. El doctor le dice que debe comer más proteínas, puesto que su dieta es casi exclusivamente frutal y, por lo tanto, ha de pescar como Jin. Pero Hurley no sabe hacerlo, y cree que cuando rechazó su comida poco después del accidente, ofendió al coreano y este no quiere estar con él.
En la selva, Boone insiste en que no puede seguir ocultándole el descubrimiento a su hermana, y a pesar de que Locke le dice que es mejor no complicar las cosas, no cede y está convencido de contáselo todo a Shannon. Ante esta tesitura, Locke golpea a Boone y lo ata a un tronco. Cuando Boone despierta, Locke le está aplicando una pasta a la herida de la cabeza y se marcha, dejándole junto a un cuchillo fuera de su alcance, advirtiéndole que cuando de verdad lo quiera, logrará liberarse.
Kate descubre fortuitamente el secreto de Sun (que sabe hablar inglés perfectamente) y esta le pide que no lo revele porque ama a su marido y a este se le rompería el corazón. ¿Acaso - le dice Sun - no ha mentido ella nunca al hombre que amaba?
Tras varias horas atado al árbol, Boone vive una situación límite relacionada con su hermana que hace que pueda desatarse con el cuchillo. Corre en su rescate, descubriendo que ella también ha sido atada a un tronco. Logra liberarla justo a tiempo de que aparezca el monstruo que habita la isla. Corren huyendo del mismo pero Shannon queda atrás. Al regresar en su búsqueda, Boone la encuentra muerta al costado de un arroyo, con el cuerpo cubierto de sangre.
Al regresar al campamento, descubre que todo ha sido una extraña ensoñación, probablemente producida por la pasta en su herida que le frotó Locke en la cabeza. El mejunje no era más que un alucinógeno que te hace reconciliarte con tu yo más interno a través de las visiones, algo que Locke ya experimentó en la isla. Parece que funciona, por lo que Boone cuenta.